# رسالة إلى الحميريين
رسالة إلى الحميريين هي رسالة كتبها يعقوب السروجي وأرسلها إلى المجتمع المسيحي في نجران في القرن السادس عندما تعرضوا للاضطهاد من الملك اليهودي ذي نواس (حكم من 517 إلى 530 م)، ملك مملكة حمير آنذاك. وقد تم إنتاج بعض المؤلفات ذات الصلة خلال هذه الفترة الزمنية، مثل رسالة شمعون من بيت أرشام [الإنجليزية] عن شهداء حمير، على الرغم من أن رسالة يعقوب كانت موجهة مباشرة إلى هذا المجتمع.
ربما يمكن وضع رسالة يعقوب في سياق اهتمام كنيسة الميافيزيين بممالك شبه الجزيرة العربية قبل الإسلام كما تعكس أيضًا القراء الواسعين وغير النخبويين الذين كانت كتاباته تجتذبهم في بعض الأحيان.
نشر غونار أوليندر النسخة السريانية لرسالة يعقوب في عام 1937. الرسالة مفصلة ويشار إليها أحيانًا باسم الرسالة 18.

## المحتوى
رسالة يعقوب مقسمة إلى خمسة أقسام رئيسة:
- تحية
- تعزية للمضطهدين، وتذكيرهم بما عانى منه يسوع المسيح أيضًا
- شرح علم المسيح (ثلث الرسالة)
- عزاء للمضطهدين، ممزوجًا بالأمل الأخروي
- كلمة وداع

تبدأ الرسالة بالتحية على النحو التالي: 
إلى الرياضيين المختارين، وأصدقاء النصر الحقيقي، والمذهلين والأقوياء، وعباد الله، والمؤمنين الحقيقيين، وإخواننا المسيحيين، والمعترفين المجربين، في مدينة نجران الحميرية، يعقوب الصغير، الذي هو من ناحية الرها، مدينة الروم المؤمنة، في يسوع، نور الأمم ورجاء العالمين، وديان الأحياء والأموات: سلام.
يفرح يعقوب بإيمان المسيحيين في مملكة حمير ويخبرهم أن الكنيسة تصلي من أجلهم من أجل نصر المسيح ودوس الشيطان. وفي وقت لاحق، يطلب التعزية الثالثة من الحميريين أن يقارنوا معاناتهم الحالية بالمجد الذي سوف ينالونه في السماء، ويصبروا على مذابح اليهود فيهم. يواجه العالم الحاضر. وهكذا ينبغي أن نضع الأمل في العالم القادم. يقدم شرح علم المسيح مخططًا أساسيًا يتبع مخطط عقيدة نيقية. يؤكد يعقوب على المساواة بين الآب والابن، ثم يصف تجسد يسوع وولادته من عذراء . ثم يصف يعقوب شؤون يسوع على الأرض، ثم يركز على صلبه وقيامته. يُستشهد هنا بالهينوتيكون عدة مرات، بما في ذلك في ختام هذا القسم: "هذه الأمور العجيبة والحقيرة هي من أقنوم الابن الوحيد. فمنه الآلام والمعجزات". بالنسبة ليعقوب، تُقدم كريستولوجيا يسوع إجابات على الاضطهادات التي يعاني منها الحميريون. تحتوي التعزية بعد العرض على ثلاثة أجزاء: الجزء الأول يركز على المعركة الكونية بين الله والشيطان، والثاني يميز بين الروح والجسد، والثالث يعود إلى مناقشة المعركة الكونية، مع إضافة ذكر الأمل في أن ينالوا مكافأتهم من الله عندما يأتي النهاية. 

## الاستقبال
وفي الدراسات القرآنية قيل إن تعبير يعقوب عن علم المسيح أصبح دليلًا على تعبير العقيدة المسيحية بين المسيحيين. وبدوره، فإن الشكل الدلالي والأسلوبي لكيفية تعبير يعقوب عن رسالته وعن مسيحيي نجران في هذه الرسالة يبدو كما لو كان منخرطًا (وكأن القرآن يرد عليه) في سورة الإخلاص في القرآن الكريم.

## المخطوطات
ومن المعروف أن مخطوطات رسالة يعقوب إلى الحميريين تعود إلى القرنين السادس والسابع. 

## التأريخ
التاريخ الدقيق للرسالة مثير للجدل ويرتبط بالجدل المحيط بتأريخ الاضطهادات المسيحية. يعود تاريخ الاضطهادات عادة إلى الفترة ما بين 518 و523. يأتي التاريخ التقليدي من نص معروف يُعرف باسم استشهاد أريثاس، والذي يضع الاضطهاد على أنه بدأ في عام 835 وفقًا للعصر السلوقي، والذي يتوافق مع 523 م. ومع ذلك، فإن هذا التاريخ المتأخر يتعارض مع رسالة يعقوب، والتي لا يمكن أن تكون قد كتبت بعد عام 521، وهو العام الذي توفي فيه يعقوب نفسه. إن جدول المحتويات في كتاب الحميريين يظهر مرحلتين رئيسيتين من الاضطهاد: في حين أن الفصل الثامن يتعلق بالاضطهاد الذي حدث عام 523 م (الموافق لمذبحة نجران)، فإن عنوان الفصل الرابع المفقود المحفوظ في جدول المحتويات يذكر اضطهاد المسيحيين على أنه حدث قبل هذا. ويشير مجلس في مدينة الرملة أيضًا إلى اضطهاد المسيحيين في جنوب شبه الجزيرة العربية، إما في عام 519 أو 524. كما ورد وصف اضطهاد ثالث، حتى وقت سابق، في النصف الثاني من القرن الخامس في استشهاد أزقير الإثيوبي.

## طالع أيضًا
- المسيحية في شبه الجزيرة العربية قبل الإسلام
- الدراسات القرآنية

### الاستشهادات
1. ↑  Forness 2019، صفحة 115–131.
2. ↑  Durmaz 2022، صفحة 75.
3. ↑  Forness 2019، صفحة 123–125.
4. ↑  Forness 2019، صفحة 133.
5. ↑  Olinder، G. (1937). Iacobi Sarugensis epistulae quotquot supersunt. ص. 87–102.
6. ↑  Tannous 2020، صفحة 74–75.
7. 1 2  Forness 2019، صفحة 125.
8. ↑  Forness 2019، صفحة 125–131.
9. ↑  Ghaffar 2024.
10. ↑  Forness 2019، صفحة 77–79.
11. ↑  Grasso 2023، صفحة 99–100.
12. ↑  Forness 2019، صفحة 118–121.